# Нижняя Корса
Ни́жняя Корса́ (тат. Түбән Курса) — деревня в Арском районе Республики Татарстан, в составе Среднекорсинского сельского поселения.

## Этимология названия
Топоним произошел от татарского слова «түбән» (нижний) и ойконима «Курса» (Корса).

## География
Деревня находится в бассейне реки Кисьмесь, в 10 км к востоку от районного центра, города Арска.

## История
Деревня известна с 1602–1603 годов.
В XVIII – первой половине XIX века жители относились к сословию государственных крестьян. Основные занятия жителей в этот период – земледелие и скотоводство, были распространены пчеловодство, отхожий промысел.
В «Списке населенных мест по сведениям 1859 года», изданном в 1866 году, населённый пункт упомянут как казённая деревня Нижняя Корса 2-го стана Казанского уезда Казанской губернии. Располагалась при безымянном источнике, по правую сторону почтового тракта от Арска в Мамадыш, в 72 верстах от губернского города Казани и в 10 верстах от становой квартиры в заштатном городе Арске. В деревне в 46 дворах жили 372 человека (190 мужчин и 182 женщины). Была мечеть.
В начале XX века функционировали мечеть и мелочная лавка. В этот период земельный надел сельской общины составлял (совместно с селом Верхняя Корса) 4398 десятин.
В 1794–1808 годах в деревне работали мектеб и медресе. Имамом мечети и мударисом медресе был Г. Курсави. В 1850-х годах открыт мектеб, в 1902 году – начальная школа, в 1910 году – школа для девочек.
В 1932 году в деревне организован колхоз «Корэш Курса».
До 1920 года деревня входила в Кармышскую волость Казанского уезда Казанской губернии. С 1920 года в составе Арского кантона ТАССР. С 10 августа 1930 года в Арском, с 19 февраля 1944 года в Чурилинском, с 14 мая 1956 года в Арском районах.

## Население
| 1782 | 1859 | 1897 | 1908 | 1920 | 1926 | 1938 | 1949 | 1958 | 1970 | 1979 | 1989 | 2002 | 2010 | 2015 |
| ---- | ---- | ---- | ---- | ---- | ---- | ---- | ---- | ---- | ---- | ---- | ---- | ---- | ---- | ---- |
| 164  | 372  | 394  | 458  | 552  | 495  | 528  | 268  | 304  | 357  | 317  | 234  | 218  | 226  | 208  |

Национальный состав деревни: татары.

## Экономика
Жители занимаются полеводством, скотоводством.

## Религиозные объекты
Мечеть.